# مارسل هکر
مارسل هکر (انگلیسی: Marcel Hacker؛ زادهٔ ۲۹ آوریل ۱۹۷۷) قایقران روئینگ اهل آلمان است.